# فهرست مراکز استان‌های ایران
افهرست مراکز استان‌های ایران شامل ۳۱ شهر همراه با بعضی اطلاعات آماری، به ترتیب جمعیت‌شان در سال ۱۴۰۱  خورشیدی در جدول زیر آمده‌است:
| ردیف | نام استان            | مرکز استان(مهم ترین شهر استان) |
| ---- | -------------------- | ------------------------------ |
| ۱    | مرکزی                | اراک                           |
| ۲    | اردبیل               | اردبیل                         |
| ۳    | آذربایجان غربی       | ارومیه                         |
| ۴    | اصفهان               | اصفهان                         |
| ۵    | خوزستان              | اهواز                          |
| ۶    | ایلام                | ایلام                          |
| ۷    | خراسان شمالی         | بجنورد                         |
| ۸    | هرمزگان              | بندر عبّاس                      |
| ۹    | بوشهر                | بوشهر                          |
| ۱۰   | خراسان جنوبی         | بیرجند                         |
| ۱۱   | آذربایجان شرقی       | تبریز                          |
| ۱۲   | تهران                | تهران                          |
| ۱۳   | لرستان               | خرّم آباد                       |
| ۱۴   | گیلان                | رشت                            |
| ۱۵   | سیستان و بلوچستان    | زاهدان                         |
| ۱۶   | زنجان                | زنجان                          |
| ۱۷   | مازندران             | ساری                           |
| ۱۸   | سمنان                | سمنان                          |
| ۱۹   | کردستان              | سنندج                          |
| ۲۰   | چهار محال و بختیاری  | شهر کرد                        |
| ۲۱   | فارس                 | شیراز                          |
| ۲۲   | قزوین                | قزوین                          |
| ۲۳   | قم                   | قم                             |
| ۲۴   | البرز                | کرج                            |
| ۲۵   | کرمان                | کرمان                          |
| ۲۶   | کرمانشاه             | کرمانشاه                       |
| ۲۷   | گلستان               | گرگان                          |
| ۲۸   | خراسان رضوی          | مشهد                           |
| ۲۹   | همدان                | همدان                          |
| ۳۰   | کهگیلویه و بویر احمد | یاسوج                          |
| ۳۱   | یزد                  | یزد                            |

### پیوندهای ارتفاع شهرها
- توزیع شهرهای ایران برحسب ارتفاع از سطح دریا بایگانی‌شده  در ۳ دسامبر ۲۰۱۲ توسط Archive.today
- مرتفع‌ترین شهرهای ایران و جهان عکس
- موقعیت استقرار شهرها

{{استان‌های ir,i